# János Kulka (Dirigent)
János Kulka (* 11. Dezember 1929 in Budapest; † 18. Oktober 2001 in Stuttgart) war ein ungarischer Dirigent und Komponist.

## Leben

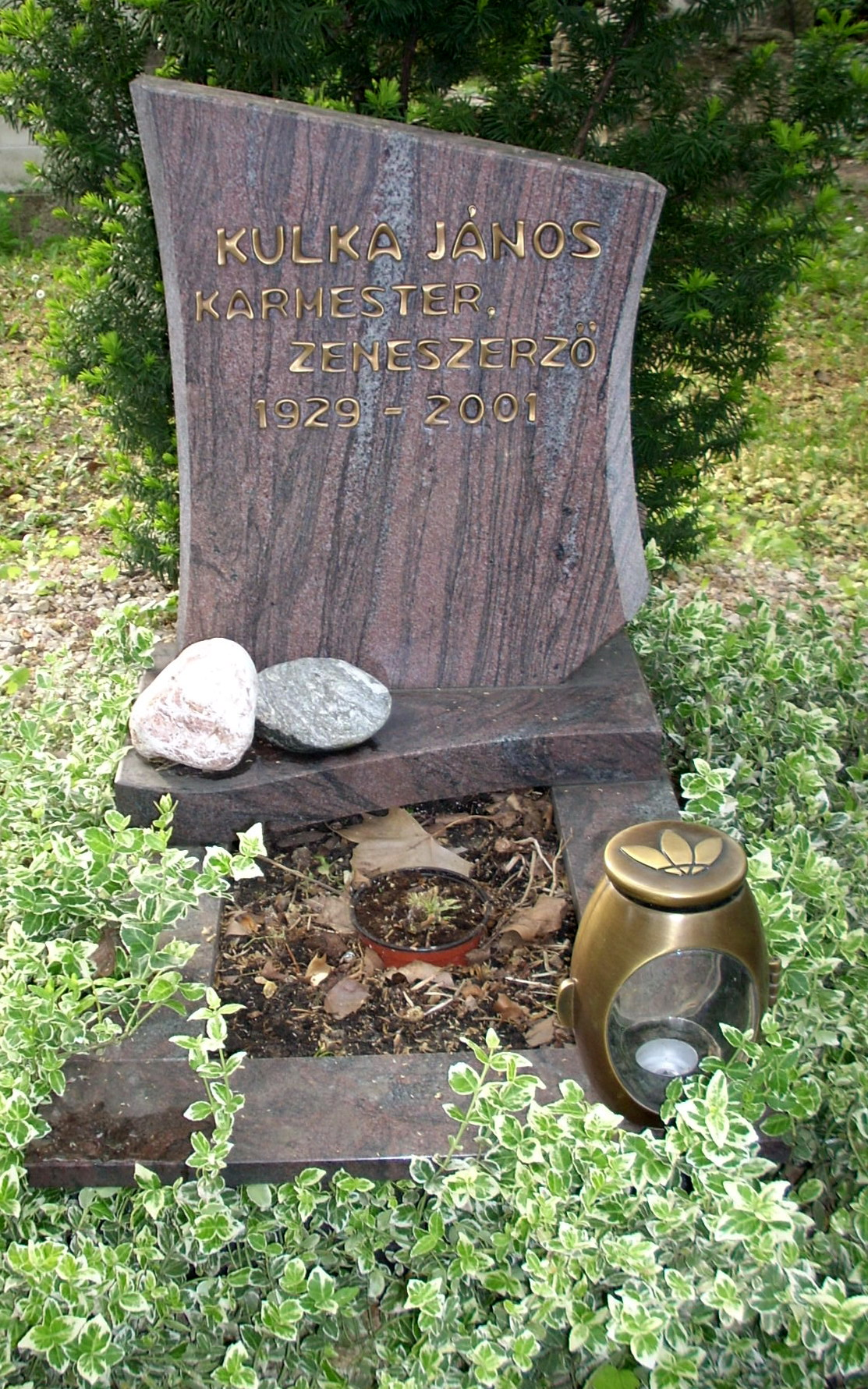
Grab in Budapest

Kulka wurde in Budapest, wo er auch seine Jugend verbrachte, ausgebildet. Nach seinem Studium war er Solorepetitor und wurde später Dirigent an der Budapester Staatsoper. 1957 wirkte er in Wien und später an der Bayerischen Staatsoper in München. An der Württembergischen Staatsoper in Stuttgart wurde er Erster Kapellmeister und 1961 an der Hamburgischen Staatsoper. Als Generalmusikdirektor war er von 1964 bis 1975 in Wuppertal tätig. In dieser Zeit dirigierte er als Gast im In- und Ausland. Von 1976 bis 1987 leitete er die Nordwestdeutsche Philharmonie und war gleichzeitig Staatskapellmeister in Stuttgart.
Nach schwerer Krankheit starb Kulka im Oktober 2001 in Stuttgart.